# Office de radiodiffusion-télévision française
L'Office de radiodiffusion-télévision française (ORTF) est un ancien établissement public à caractère industriel et commercial, successeur de la Radiodiffusion-télévision française (RTF), ayant pour mission la tutelle de la radiodiffusion et de la télévision publique, la gestion des émetteurs et de la production audiovisuelle nationales et régionales. L'Office est créé en 1964 et dissous en 1975 pour laisser place à sept sociétés distinctes.
Si l’ORTF symbolise le monopole de l'État sur la radio et la télévision françaises, le monopole s'est poursuivi pendant neuf ans après sa dissolution.

## Histoire

### Débuts de l'audiovisuel d'après-guerre et la RDF
La Radiodiffusion française (RDF) est créée le 23 mars 1945 après la nationalisation des radios privées et instaure un monopole d'État qui demeurera jusqu'en 1981. Les anciennes radios privées seront malgré tout progressivement supprimées et remplacées par des nouvelles radios entre 1944 et 1948 : Le Programme national en 1944, Le Programme parisien en 1945, Paris-Inter en 1947 et Paris-Études en 1948. Dans le même temps, la RDF crée une nouvelle chaîne de télévision reprenant les fréquences de l'ancienne chaîne nazie Fernsehsender Paris (Paris-Télévision) : RDF Télévision française. La première évolution technique majeure de la télévision d'après-guerre ne survient qu'en 1948, lorsque le secrétaire d'État à l'Information François Mitterrand fixe par décret le format 819 lignes en remplacement du 441 lignes.
La RDF est totalement contrôlée par le ministre de l'information et ne dispose donc d'aucune autonomie.

### Remplacement de la RDF par la RTF

#### «T» pour symboliser la télévision

Logotype de l'Office de radiodiffusion télévision française

Le 9 février 1949, la Radiodiffusion française (RDF), qui est déjà responsable de RDF Télévision française, l'unique chaîne de télévision, devient la Radiodiffusion-télévision française (RTF). Cependant, son mode de fonctionnement ne change pas. La RTF est donc totalement dénuée d'autonomie propre. Le 29 juin 1949 voit l'apparition du premier journal télévisé conçu par Pierre Sabbagh, mais sans présentateur. Peu de temps plus tard, le 30 juillet, la redevance audiovisuelle est instaurée pour les téléviseurs (jusqu'alors, seuls les équipements radio étaient assujettis à la redevance). Le 12 février 1950, plusieurs diffuseurs européens dont la RTF forment l'Union européenne de radio-télévision.
C'est également sous l'ère de la RTF qu'apparaîtront des nouveaux programmes, notamment les émissions religieuses du dimanche matin (toujours diffusées dans les années 2000 sur France 2), la première émission jeunesse (Le Club du jeudi), les premières pièces de théâtre diffusées en direct, les premières années de la diffusion en direct du défilé du 14 juillet (retransmis la première fois le 14 juillet 1950) et les premières retransmissions internationales qui permettront aux téléspectateurs français d'assister en direct au couronnement de la souveraine britannique Élisabeth II le 2 juin 1953. Cet événement a beaucoup contribué au succès de la télévision en France. En parallèle, le côté radio s'enrichit : Le Programme musical en modulation de fréquence France IV est créé en 1954.
Le 3 janvier 1956, la diffusion en 441 lignes s'arrête définitivement à la suite d'un incendie de l’émetteur. Entre-temps, entre 1950 et 1969, la télévision régionale fait progressivement son apparition, en commençant par Lille. Les stations régionales servant également de relais, les programmes jusqu'alors exclusivement parisiens peuvent être reçus dans chaque zone couverte par une antenne régionale.

#### De la refonte des radios à la transformation en ÉPIC
Le 1er janvier 1958, l'offre radiophonique est considérablement modifiée. Le Programme musical en modulation de fréquence France IV est supprimé et la RTF Radio se retrouve composée de trois chaînes, qui changent de nom pour l'occasion :
- Paris Inter devient France I, montrant qu’il s’agit désormais de la station de référence de la RTF ;
- Le Programme parisien devient France II régional, chaîne de divertissements et d'émissions régionales ;
- Le Programme national devient France III, chaîne axée sur les programmes culturels.

La suppression du Programme musical ayant entraîné de nombreuses protestations, il est réintroduit sous le nom de France IV haute fidélité dès le 27 mars 1960.
En avril 1958 est créée par Henri Kubnick l'émission devenue culte 100 000 francs par jour, futur Jeu des 1 000 francs sur France 1. À la télévision, la RTF crée en 1959 le tout premier magazine d'information télévisé, Cinq colonnes à la une. Celui-ci sera diffusé jusqu'en 1968.
Dans le même temps, le 4 février 1959, la RTF devient un établissement public à caractère industriel et commercial (EPIC) et adopte son fameux logo « atome » qui sera conservé même après la transformation de la RTF en ORTF en 1964.

#### Des nouvelles radios et une nouvelle télévision
En octobre 1963, les radios de la RTF connaissent une nouvelle mini-révolution. France I et France II régional fusionnent pour devenir RTF Inter, cette dernière se divisant en deux programmes distincts en soirée : Inter Jeunesse en ondes longues et Inter Variétés en ondes moyennes. France III national devient RTF Promotion et récupère également quelques productions jusqu'alors diffusées sur France II. France IV haute fidélité devient RTF haute fidélité et se consacre essentiellement à la musique classique.
Ces nouveaux noms ne seront utilisés que peu de temps, puisqu'en 1963, un référendum est organisé auprès des auditeurs pour renommer les stations, dans le cadre de la réforme Roland Dhordain, avec application le 8 décembre 1963 :
- RTF Inter devient France Inter[6] ;
- RTF Promotion devient France Culture ;
- RTF haute fidélité devient France Musique.

Le 14 décembre 1963, la RTF emménage dans un nouveau siège situé au 116, avenue du Président-Kennedy, dans le 16e arrondissement de Paris et le 21 décembre de la même année, la deuxième chaîne de télévision (RTF Télévision 2) est créée en utilisant la bande Ultra haute fréquence (UHF) 625 lignes. L'ancienne chaîne unique, RTF Télévision, est dès lors appelée « la première chaîne » mais le sigle, lui, ne change pas.

### L'ORTF, une tentative d'autonomie

#### Plus grande indépendance pour la RTF
En 1964, il est décidé de réformer la RTF afin de lui donner de nouveaux statuts et une plus grande autonomie. La loi du 27 juin 1964 transforme la Radiodiffusion-télévision française en Office de radiodiffusion-télévision française (ORTF). L'ORTF a pour but de moderniser le service public de radio-télévision française et, d'après la loi en question, de « satisfaire les besoins d'information, de culture, d'éducation et de distraction du public ». Par décret du 23 juillet 1964, « il est mis fin aux fonctions de directeur général de la radiodiffusion-télévision française de M. Robert Bordaz, conseiller d’État, appelé à d’autres fonctions » et « M. Jacques-Bernard Dupont, inspecteur des finances, directeur adjoint de la radio-télévision française, est nommé directeur général de l’Office de radiodiffusion-télévision française ». Ce même décret du 23 juillet 1964 porte la nomination des membres du conseil d’administration de l’Office de radiodiffusion-télévision française, membres parmi lesquels se retrouve Jean-Jacques de Bresson qui succédera à ce poste à Jacques-Bernard Dupont le 5 juin 1968. Malgré cette modernisation de l'audiovisuel français, le monopole de service public est maintenu, alors que le Royaume-Uni a aboli le monopole de la British Broadcasting Corporation (BBC) en 1955. Comme la RTF depuis le 4 février 1959, l'ORTF a le statut juridique d'établissement public à caractère industriel et commercial (ÉPIC). La RTF Télévision devient la première chaîne de l'ORTF et la RTF Télévision 2 devient la deuxième chaîne de l'ORTF.
À ses débuts, l'ORTF a comme particularité de gérer directement la redevance audiovisuelle sans passer par l'État, sur le même modèle que la BBC. Malgré tout, très rapidement, le ministre des finances Valéry Giscard d'Estaing ré-institue, via l'arrêté du 22 juillet 1964, le contrôleur d'État chargé du financement de l'audiovisuel public, comme au temps de la RTF. C'est donc la loi de finance annuelle qui fixera le montant de la redevance (et il en est toujours ainsi de nos jours) et de ce fait, le budget de l'ORTF, celui-ci étant entièrement financé par les contribuables. Pourtant, le 18 octobre 1967, le mode de financement change. Si l'Office est toujours financé majoritairement par la redevance, la publicité devient la ressource financière secondaire. La Régie française de publicité est créée dans le même temps pour pouvoir gérer la publicité sans passer par des tiers. La première publicité (pour le Boursin) sera diffusée sur la première chaîne le 1er octobre 1968, soit près d'un an après sa légalisation.
Le 1er octobre 1967, la deuxième chaîne passe à la couleur via le procédé séquentiel couleur à mémoire, SÉCAM, et effectue sa première grande réalisation le 6 février 1968 en effectuant la retransmission mondiale de la cérémonie d'ouverture des Xe Jeux olympiques d'hiver, organisée dans le stade olympique de Grenoble.

#### Mai 68, la neutralité de l'ORTF mise en cause

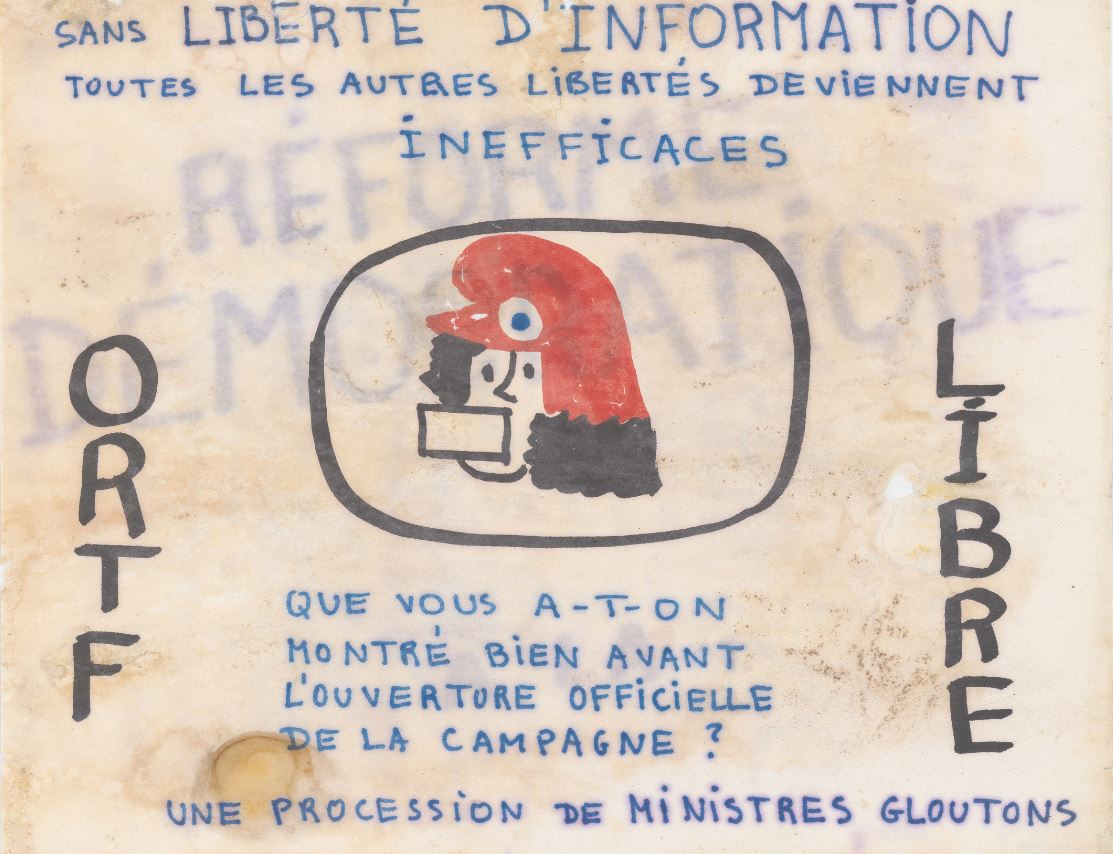
« ORTF libre » affiche appelant à la liberté de l’information ORTF Archives nationales
20160234/9

Au mois de mai 1968, l’ORTF compte plus de 12 000 employés, pour la plupart regroupés dans la Maison de la Radio, un immeuble circulaire qui symbolise l’audiovisuel français. Alors que la gauche dénonce une communication instrumentalisée, l’ORTF est sous contrôle et reste à distance des événements qui marquent le début de Mai 68, donnant très peu la parole aux contestataires avant la grève des techniciens et journalistes de l'ORTF qui change la donne à partir du 12 mai. Jour après jour, l’ORTF se veut rassurante et reste à distance du mouvement. La « gauche dénonce une communication instrumentalisée, par un Office accusé de mensonge, de partialité, de collusion avec le pouvoir et la police ». L'ORTF, à travers les journaux télévisés regardés par 70 % de la population (8,5 millions de téléviseurs sont en service), rend compte des événements et de la violence, mais privilégie le point de vue gouvernemental. Dans ce qui a été conservé des journaux télévisés de la période du 2 au 14 mai, sur 13 à 15 h d’informations, on totalise deux heures consacrées aux événements dont 1 h 30 de parole officielle.
Au sein de l’Office le mécontentement est fort et latent : il a été avivé par la décision gouvernementale d’avril 1968 d’introduire la publicité de marque sur les antennes nationales. À la suite de la nuit des barricades du 10 mai et de la censure du magazine Panorama, 45 minutes avant sa diffusion, l’ORTF entre en situation de crise : le 10 mai, les journalistes et producteurs de magazines mensuels d'information diffusent par l’intermédiaire de l'AFP un communiqué dans lequel « [ils] estiment que la carence scandaleuse dont a fait preuve l'information télévisée à l'occasion des récents événements porte atteinte à l'honneur professionnel de l'ensemble des hommes de télévision […] [et] demandent que soit diffusé d'urgence un programme de grande audience au cours duquel tous les acteurs du drame universitaire pourront s'exprimer librement ».

#### Un diplomate pour diriger l’ORTF
En juin 1968, l’ORTF semble ingouvernable. Un collaborateur proche du général de Gaulle est appelé à en prendre la direction : Jean-Jacques de Bresson, ancien résistant de 48 ans. Il est alors reçu par le Président de la République qui lui précise ce qu’il attend de lui et le consacre dans ses responsabilités.
Dans un premier temps, il lui faut reprendre le contrôle de l’Office, après que 217 journalistes sur 254 (85,4 %) se sont mis en grève. Sous prétexte d’économies et de simples compressions de personnel, à Paris, 36 journalistes de l’actualité télévisée sont licenciés, avec paiement d’indemnités, une dizaine d’autres seront mutés. Dans l’actualité parlée, 22 licenciements sont prononcés, ainsi qu’une vingtaine de mutations. Ces sanctions seront les seules, Jean-Jacques de Bresson veillant à ne pas bouleverser la maison. Certaines sanctions seront de courte durée, d’autres plus longues. Certaines seront progressivement rapportées, ainsi Léon Zitrone qui a été relégué au service des sports, chargé du cyclisme et des courses hippiques, retrouve au bout d’un an ses fonctions antérieures : il couvre alors le Tour de France à moto et Jean-Jacques de Bresson apprécie là ses qualités professionnelles.
Dans le même temps, les contestataires obtiendront pourtant une satisfaction : le Service de liaison interministériel pour l’information sera supprimé. Ce service, auquel les directeurs de l’information doivent assister, se réunit quotidiennement et intervient directement sur le contenu des journaux. Le Directeur général de l’Office sera le responsable des contenus.
Le Directeur général est investi d’une mission : répondre au besoin d’information, de culture et de divertissement des Français, à quoi il ajoute la défense des valeurs traditionnelles de la société. Selon ses opposants, « Jean-Jacques de Bresson, s'est toujours fait une certaine idée de l'ORTF. Pure, dure, morale jusqu'à l'obsession » [réf. obsolète] (le nu est prohibé). Il est décrit comme « un homme rigide, capable cependant d’une grande compréhension. Il bénéficie d’une grande liberté contrairement à ce qu’on a pu croire ou dire ». « Une formidable structure pyramidale fait du Directeur général le deus ex machina de tout ce qui bouge au sein de l'ORTF, Jean-Jacques de Bresson décide, tranche, arbitre. Il gouverne absolument. Patron d'un empire qui emploie 14 500 agents statutaires, dont le budget a passé les deux milliards de francs, responsable de deux — et bientôt trois — chaînes de télévision et de quatre chaînes de radio, le Directeur général se prononce encore sur telle dramatique, juge le comportement de tel interprète, intervient pour modifier l'heure de diffusion de telle émission. Il est l'unique détenteur du pouvoir »[réf. obsolète]. La qualité des programmes est son objectif premier, la rigueur dans la gestion de l’Office, une condition nécessaire pour y parvenir.

##### Donner à l’ORTF les moyens de son indépendance

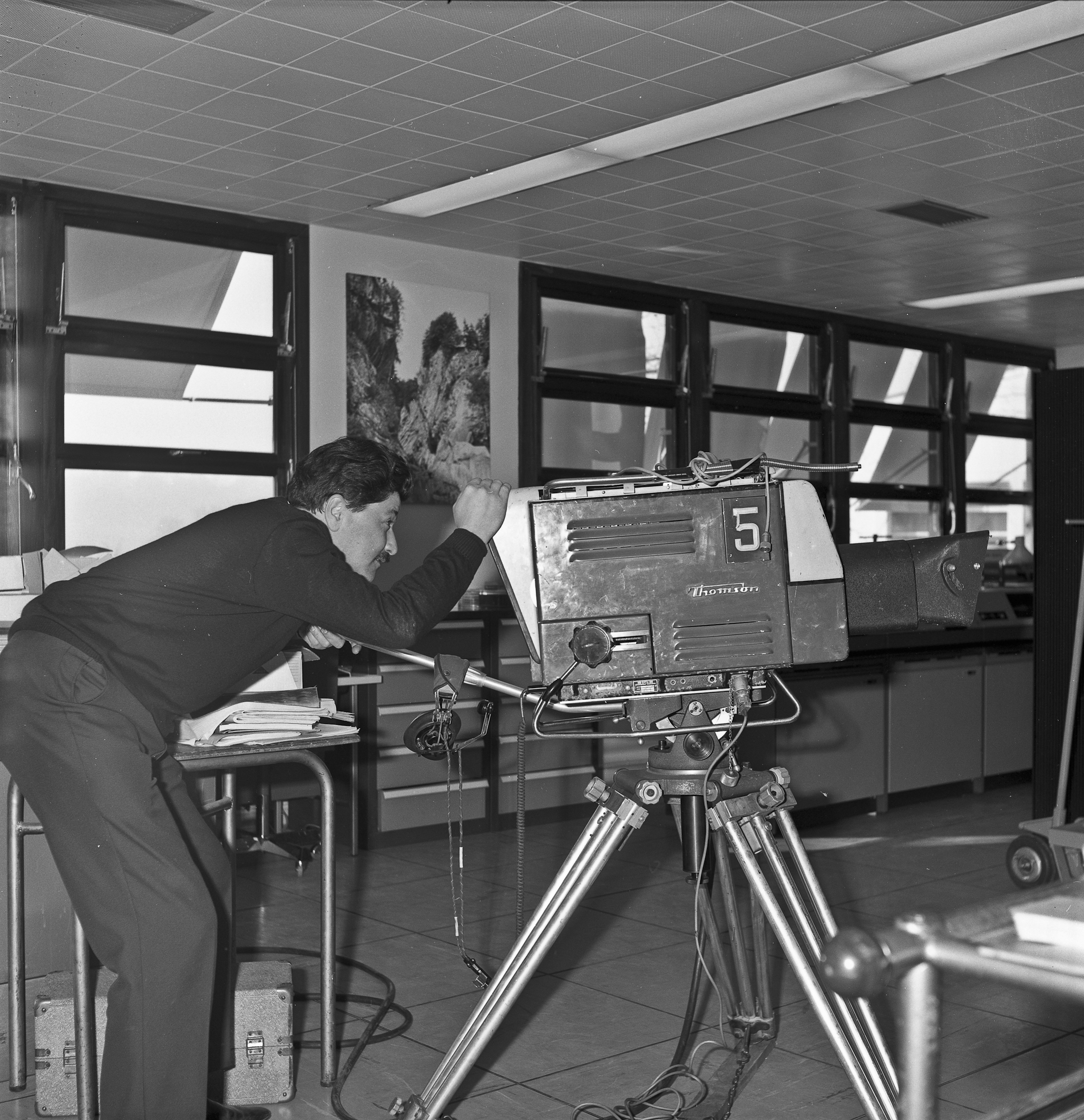
Reportage à l'Institut national de la recherche agronomique en 1969.

De nouveaux modes de gestion, plus proches de ceux du secteur privé sont mis en place. Fin connaisseur des rouages de l’État, il sait que la liberté d’un organisme public passe par sa distanciation de la tutelle gouvernementale et au premier chef de celle du ministère des finances.
Le régime fiscal de l’Office est aligné sur le droit commun à partir de 1970, l’Office va s’acquitter de l’impôt sur les sociétés et de la TVA. Ce sacrifice financier permet à l’ORTF d’échapper aux contrôles a priori, économiques et financiers, du ministère des finances.
Les ressources de l’établissement sont consolidées. L'ORTF a eu comme particularité de gérer directement la redevance audiovisuelle sans passer par l'État. L’Office peut se targuer d’un fichier bien plus complet que celui du fisc ; on échappe difficilement aux agents chargés de la perception. La Régie française de publicité, société anonyme filiale de l’ORTF, est créée le 8 janvier 1969. Solidement encadrée, « elle assure la régie de la publicité sur les antennes de l’ORTF dans le respect des intérêts fondamentaux de l’économie nationale et conformément à la mission générale dévolue à l’ORTF ». Les dépenses sont strictement contrôlées, pour maximiser la part qui revient à l’information et aux programmes. L’établissement d’un budget fonctionnel en 1970 et la mise en place d’une comptabilité analytique dotent l’Office d’instruments de gestion modernes.
Parallèlement et sans attendre les conclusions de la commission Paye, chargée par le Premier ministre de formuler des propositions pour répondre à la crise de croissance que connaît l’Office, en janvier 1970, la Direction unique de la télévision est supprimée. L'ORTF est réorganisée en six établissements décentralisés avec un établissement central qui maîtrise l’ensemble des moyens financiers et techniques et permet la cohérence de l'ensemble. Les deux chaînes de télévision sont mises en concurrence. La responsabilité de la programmation est dévolue aux directeurs des deux chaînes de télévision. La production est réorganisée : des « usines » de production par genre et par programme se substituent aux vingt-deux sections de production et des unités de fabrication spécialisées par support technique sont créées.
La gestion du personnel s’éloigne des règles régissant la fonction publique, pour la première fois un accord salarial est signé avec l’ensemble des syndicats. Toujours en 1971, la signature d’un contrat de programme pour quatre ans entre l’État et l’ORTF doit garantir l’autonomie de gestion de l’établissement, assurer le maintien du monopole. Autant de réformes qui font passer l’ORTF « de l’ère des saltimbanques » à celle des « géomètres ».

##### L’information libérée
Le calme revenu, l’autorité de l’État affirmée, la bride peut être desserrée. Sans attendre la réorganisation de l’Office, la création de deux unités autonomes d'information est annoncée par le Premier ministre Jacques Chaban-Delmas. Leurs directeurs sont nommés : Pierre Desgraupes, qui a été gréviste en 1968 et dont la candidature a été appuyée auprès du président Georges Pompidou par le Premier ministre et Jacqueline Baudrier réputée proche de la majorité pour la seconde chaîne. Ils sont responsables du contenu de l'information uniquement devant le conseil d'administration. Les commentaires sont libres, les choix le sont également. À partir du mois de septembre 1969, ils constitueront leurs équipes.
Pour donner plus de souffle et plus d’âme au journal, sur la Une, Pierre Desgraupes muscle sa rédaction avec de fortes personnalités et retient une formule où un seul présentateur conduit le journal ; l’opposition et les syndicats peuvent s’exprimer. Jacqueline Baudrier a une démarche voisine. 24 heures sur la Deux jouant sur son atout, la couleur, met en scène l’actualité présentée par des têtes d’affiche : Léon Zitrone, Michel Péricard.
Des magazines réapparaissent, À armes égales qui voit s’affronter de nombreux hommes politiques de tous bords, le Club de la Presse ; Les Dossiers de l'écran qui peuvent aborder des sujets polémiques, restent à l’antenne quitte à ce que les questions d’auditeurs, en seconde partie, soient soigneusement filtrées.
Cette libéralisation mesurée de l’information, une première depuis la création de la télévision, est avalisée le 2 juillet 1970 par Georges Pompidou, Président de la République : « l’information doit être libre… indépendante… et impartiale », en ajoutant : « Être journaliste à l'ORTF, ce n'est pas la même chose que d'être journaliste ailleurs. L'ORTF, qu'on le veuille ou non, c'est la voix de la France… que vous le vouliez ou non, vous engagez la France ; et il y a une certaine hauteur de ton et de pensée qui vous est réclamée ».

##### Des programmes ambitieux
Les programmes doivent être populaires, divertissants, mais également culturels et éducatifs ; porteurs d’un langage commun, le plus élevé possible, qui puisse s’adresser à tous les publics, ils contribuent à la formation d’une identité nationale et respectent toutes les croyances.
Après les informations, systématiquement un programme distractif de façon que les gens qui rentrent du travail puissent, après le côté sérieux que représente l’information, avoir un moment de détente. Dans le même temps, l’information se trouve portée par les programmes qui suivent. Il ne faut cependant pas se méprendre, si des émissions telles que Intervilles sont programmées, on trouve également Le grand échiquier présenté par Jacques Chancel ; le théâtre est présent : représentations de la Comédie-Française et périodiquement Au théâtre ce soir. Il faut ajouter les dramatiques, souvent ambitieuses et les séries.
Pour éviter toute déviation, le conseil d’administration de l’ORTF approuve le principe de la « séparation des genres » qui réserve aux seules tranches d’information 25 % du temps d’antenne et le traitement des faits politiques et sociaux. « Les autres parties des programmes, qu’il s’agisse d’enquêtes de documentaires ou de fictions dramatiques, ne doivent être en aucun cas l’occasion ou le prétexte à des polémiques ou à de la propagande politique ». Le contrôle est réalisé a priori par les directeurs des chaînes. « Dans le cas où ces instructions se trouvent méconnues dans certains projets d’émission, il revient à la Direction générale et aux Directions des programmes chargées de leur application, de veiller à ce qu’il ne soit pas donné suite à ces projets ». Ce sera une source de griefs permanents pour la gauche : « Pas de politique, hors du ghetto des émissions d'information. Ce qui signifiait la coupure nette et sans bavure des programmes et de la réalité quotidienne. L'extinction de « l'écriture par l'image », la condamnation de cette école de pensée qui faisait de la fiction le support d'une interrogation permanente sur notre époque ».
Tout n’est pas permis. Le magazine Post-Scriptum de Michel Polac est brutalement stoppé, non pas pour des motifs politiques, comme a pu le croire son réalisateur, mais pour avoir constitué aux yeux de Jean-Jacques de Bresson une atteinte grossière à l’ordre sociétal. Pour le Directeur général, l’émission est montée autour du film Le Souffle au cœur, pour que puisse se faire l’éloge de l’inceste. Michel Polac le reconnaît d’ailleurs : « l'inceste n'était pas un drame ; on avait pu en rire… Il apparaissait, dans l'esprit post-soixante-huitard que l'inceste n'est jamais qu'une convention de certaines sociétés ».
Les règles étant fixées, il est fait appel à tous les talents, les réalisateurs sont libres. Jean-Jacques de Bresson fait passer à l’antenne des programmes que ses prédécesseurs ont interdits d’antenne : sur la Première chaîne, Les Shadoks, dessin animé issu du service de la recherche dont la diffusion est interrompue en mai 68, après une avalanche de lettres de protestation de téléspectateurs indignés ; Jacquou le croquant, la mini-série de Stellio Lorenzi, bloquée par crainte de manifestations paysannes. Jamais la télévision n’aura autant produit. Les créations : représentations théâtrales, dramatiques, séries, films coproduits, sont continues. En 1972, on se dirige vers un rythme d’une création par soir sur l’une ou l’autre des deux chaînes. Quarante ans après leur création, nombreuses sont les séries présentes encore sur les chaînes françaises : Quentin Durward, Arsène Lupin (18 mars 1971), La Demoiselle d'Avignon (8 janvier 1972), La Dame de Monsoreau, Mandrin, Les Gens de Mogador, Les Rois maudits (21 décembre 1972).
Le Directeur général prépare le regroupement de l'ensemble des services de diffusions des chaînes de télévision et radio ainsi que les services de productions dans une tour baptisée CINETIC sur la rive gauche du front de Seine (face à la Maison de l'ORTF). L’emplacement a été réservé. Le projet sera oublié par ses successeurs.
Les radios ne sont pas pour autant oubliées. Trois chaînes couvrent le pays, France Inter, France Culture, France Musique en stéréo avec les premiers moments de la bande FM. Elles bénéficient d’un quasi-monopole n’étant concurrencées que par les radios périphériques RTL, Europe 1, Radio Monte-Carlo. Au début des années 1970, les audiences des radios de l'ORTF sont en baisse, nombre d’auditeurs préférant écouter les radios périphériques plus dynamiques, moins contraintes. L’ORTF va jouer sur ses atouts, la présence d’équipes et d’établissements en province. Prudemment, le 5 janvier 1971, près de onze ans après la création de la dernière radio (France Musique), l'ORTF crée une nouvelle radio France Inter Paris (FIP), une radio de détente, de service et d'accompagnement avec 57 minutes de musique de tous les genres par heure, FIP, ruban musical, limite les commentaires aux informations pratiques et aux grands titres de l'actualité ; le concept de FIP sera transposé dans neuf autres régions ou villes sous l'ère de l'ORTF.

##### Règlement de comptes
Légitime aux yeux du président de la République, soutenu par le secrétaire général de l’Élysée Michel Jobert responsable de l’ORTF, gaulliste sans complexe, le directeur général a pu aller beaucoup plus loin que ce que la droite traditionnelle peut accepter. L’ORTF gaullienne, monopole étatique, est constamment attaquée. Paradoxalement, ce n’est pas la gauche qui est à la manœuvre, mais le centre et l’aile droite de la majorité.
Arthur Conte devant les Assises nationales de l’Union des démocrates pour la République (UDR), le 21 novembre 1969, dénonce « la mainmise des communistes sur l’ensemble des programmes ». 18 mois plus tard, c’est Information Première « domestiquée par les adversaires de la liberté » qui est clouée au pilori, à l’été 1971, par René Tomasini, secrétaire général de l’UDR. La droite parlementaire va profiter d’un accident grave de circulation, qui force Jean-Jacques de Bresson à prendre ses distances, pour monter une campagne de dénigrement. Elle culmine avec la publication des rapports Diligent et Le Tac.
Au Sénat, l’offensive est donc menée par André Diligent, élu député Mouvement républicain populaire (MRP) en 1958, élu sénateur en 1965, vice-président du Centre démocrate. Son rapport véhément, mais très approximatif, est là pour « crever l’abcès » de la publicité clandestine sur les ondes. Elle a pour origine les liens affairistes unissant certains producteurs aux publicitaires, en dehors des structures officielles. À la tribune de l’Assemblée nationale, Joël Le Tac est plus direct. « L'Office – ses dirigeants comme ses plus modestes agents – ne doit pas perdre de vue que la Princesse, en l'occurrence les Français, ne peut pas assumer indéfiniment les frais, factures, fantaisies, débordements, essais heureux ou malheureux de ceux qui ont fait de l'Office leur petit royaume. Il serait souhaitable aussi que l’Office cesse d’encourager ces tendances fâcheuses de « monopolisation du monopole » en se conduisant comme un État dans l’État, traitant d’égal à égal avec le ministère, signant des conventions, des accords tous azimuts, participant à tout et à rien, aidant le cinéma, finançant le secrétariat du langage, s’ébattant dans toutes les activités… ». Que l’Office ne soit plus « le refuge de l’infaillibilité qui, si elle n’est pas pontificale, tend à être celle qu’octroie – si elle est mal comprise – la notion même du monopole ».
Ces accusations artificielles ont pour premier objectif de mettre fin à la situation de monopole de l’ORTF, mais également de mettre un terme à la trop grande liberté de ton de la presse télévisuelle. Au-delà de l’ORTF et de son directeur, c’est le Premier ministre qui est visé. Il va céder le 14 mai 1972, Jean-Jacques de Bresson doit démissionner. Jugeant cette sanction injustifiée, le président du conseil d’administration Pierre de Leusse adresse dans la foulée sa démission au Premier ministre.

#### Époque Chaban-Delmas
En 1969, Georges Pompidou est élu à la présidence de la République et son nouveau premier ministre Jacques Chaban-Delmas présente le 16 septembre un programme politique et économique baptisé, la "Nouvelle société" qu'il espère « prospère, jeune, généreuse et libérée » et qui insiste sur l'autonomie des entreprises publiques, la décentralisation, la formation professionnelle et la promotion de nouvelles relations sociales.
L'un des points importants est l'émancipation de l'ORTF, car il faut que les hommes soient « informés, totalement, c'est-à-dire contradictoirement. L'ORTF doit conserver son caractère de service public, garant de la qualité de l'ensemble des programmes. Mais, pour qu'il puisse répondre pleinement à sa vocation, son autonomie doit être assurée, une compétition véritable doit être organisée en son sein et il doit être ouvert à tous ».
Jacques Chaban-Delmas demande de créer deux unités autonomes d'information correspondant aux deux chaînes existantes, dont les directeurs choisiront, « librement, les journalistes ». Afin de « garantir leur indépendance, ces directeurs seront nommés pour une durée déterminée selon les normes de la profession et ne seront révocables que pour faute professionnelle grave, après avis du conseil d'Administration ».
« Il s'agit ainsi de mettre progressivement en place une organisation responsable, dans laquelle la qualité des productions et l'objectivité de l'information trouveront leur meilleure garantie dans le talent, la liberté, l'émulation et la conscience professionnelle des journalistes ». Sans attendre le mois de septembre, le Premier ministre, avec l’accord du Président de la République, concrétise sa volonté de libéralisation avec la suppression du ministère de l'information dans le gouvernement formé au mois de juin 1969.
Mais là s’arrêtera immédiatement la marque de Chaban-Delmas sur l’ORTF. À l'Élysée, l'accueil est glacial : « Pompidou n'a pas aimé le discours ».
Parmi les signes d'ouverture à l'opposition cependant, la création de À armes égales, émission de télévision politique de Michel Bassi, Alain Duhamel, André Campana et Jean-Pierre Alessandri diffusée sur la première chaîne de l'ORTF à 21 heures du 17 février 1970 au 28 mars 1973 et réalisée par Igor Barrère. Mais après deux ans, l'émission du 13 décembre 1971, consacrée à un débat entre l'écrivain Maurice Clavel et Jean Royer voit le premier quitter le plateau de façon prématurée en lançant une formule restée très célèbre : "Messieurs les censeurs, bonsoir !.
Le pouvoir reste entre les mains du Directeur général de l’ORTF, jugé peu ouvert aux problèmes de société, qui n'apprécie pas le Premier ministre.
Le Premier ministre annonce également « une commission restreinte, en nombre mais pas en qualité et qui procédera à de larges consultations », en vue d'étudier « les modifications à apporter au statut de l'Office après un rapport rendu public. Je ferai ensuite au Parlement les propositions nécessaires ». Elle remet son rapport le 30 juin 1970.
Le statut de l'ORTF est modifié par la loi du 3 juillet 1972. Le monopole d'État est maintenu, mais l'Office est décentralisé et plusieurs changements sont effectués, parmi eux :
- l'instauration du poste de président directeur général nommé par le Conseil des ministres ;
- la mise en place de huit unités autonomes chargées de s'occuper des différentes fonctions de l'Office ;
- la création du service minimum pour les périodes de grève.

Le 5 juillet 1972, Jacques Chaban-Delmas doit démissionner à son tour[pourquoi ?].

#### Régression et crise à l'Office
Le 14 juillet 1972, le député UDR Arthur Conte, écrivain prolifique, curieux et brillant, homme de caractère, d’origine socialiste, politiquement proche de Georges Pompidou, est nommé PDG de l'ORTF. Il s’est fait connaître sur le dossier de cet office dès 1969 en y dénonçant le poids des communistes. La gauche crie au scandale, « comment peut-on nommer un député godillot de l'UDR. C'est une pure provocation », mais se trompe, Arthur Conte entendant laisser sa marque en toute indépendance.
Certes, Pierre Desgraupes et ses principaux collaborateurs sont immédiatement remerciés. Puisque la Première chaîne rassemble la grande majorité des Français, Jacqueline Baudrier est placée à la tête de la Première chaîne, son bras droit Jacques Alexandre prend les rênes de l’information et toute l'équipe de 24 heures sur la Deux se voit proposer d'aller sur la première chaîne. Le 11 septembre, 24 heures sur la Une succède à Information Première. Sur la deuxième chaîne, Jean Lefèvre s’occupe désormais des actualités.
Après cette exécution décidée sans lui, Arthur Conte entend exercer pleinement ses responsabilités de président directeur général. Dès sa nomination, il remet en cause le positionnement exigeant retenu par ses prédécesseurs. Sur la Deuxième chaîne, par exemple, une rupture est opérée quand le Président se donne pour objectif de « faire éclore les forces de la joie et de la chanson ». Mais ce n’est pas ce qui dérange. Six mois après sa nomination, lors de la présentation des vœux devant son personnel, il déclare : « À mon niveau, je défends le devoir d'indépendance face à quiconque et je saurais couvrir tous ceux qui seraient menacés de telles ou telles pressions… » Le président directeur général n’est pas l’homme que l’on pense avoir désigné. Sa volonté d’indépendance qui s’est manifestée dès les premiers jours agace au plus haut point la droite de la majorité et, par-dessus tout, le ministre de l’information qui a la tutelle de l’Office.
Philippe Malaud, le ministre, élu député républicain indépendant, se situe à la droite des amis de Valéry Giscard d'Estaing. À l'Élysée, on compte sur ses qualités de diplomate pour naviguer au sein de la majorité entre les partisans de la privatisation de l'Office et ceux qui défendent le maintien du monopole et du service public. C’est lui qui prépare et défend devant les parlementaires la loi du 3 juillet portant réforme de l’Office. Au mois d’août 1973, il rappelle que selon ce texte : « Le ministre de l'information est responsable de l'application des principes de décentralisation fixés par la loi pour l'organisation de l'Office. […] Il veille à l'observation de l'application du caractère de service public de l'O.R.T.F., il contrôle l'utilisation que celui-ci fait de ses ressources et il en approuve le budget ». Tout est là pour qu’il puisse se croire en droit de peser sur l’Office.
Il en a l’opportunité, car Arthur Conte n’a pas la rigueur de son prédécesseur, ni son autorité. Il n’a pas non plus sa prudence. Il doit mettre en œuvre les réformes préconisées par la Commission Paye incluses dans la loi du 3 juillet. Elles heurtent les syndicats qui, à juste titre, y voient l’amorce d’un démantèlement de l’Office en vue d’une privatisation partielle. La réforme est un échec et elle s’accompagne d’un déficit des comptes. Les capacités de gestionnaire et de président d’Arthur Conte sont mises en doute. En août 1973, Philippe Malaud va jusqu’à écrire dans une note adressée au Président Georges Pompidou : « Il est plus évident que jamais que l’ORTF est devenu un des principaux centres d’action de l’opposition dans ce pays. Un risque d’insécurité permanent pour les services publics, susceptibles de devenir à tout moment un foyer de subversion et un instrument de totalitarisme ». Pour faire entendre raison à Arthur Conte, il va jouer sur le registre financier.
Sans en avertir l’Élysée, le ministre adresse le 3 octobre une lettre confidentielle à Alain Dangeard, directeur général délégué de l'Office. À savoir : 1°) remettre de l'ordre dans les finances de l'Office. 2°) mettre en place, à des postes-clés de l'administration de l'ORTF, des hommes « sûrs » dont il donne les noms. 3°) licencier certains journalistes politiques de la maison. Et de menacer : si ces directives ne sont pas exécutées, les députés de la majorité ne voteront pas le budget de l'ORTF.
Ce même 24 octobre, le Conseil des ministres nomme Marceau Long président directeur général de l’ORTF. C’est un conseiller d’État, il sera discipliné. Ceci provoqua de vives réactions de l'inter-syndicale et de plusieurs journalistes de l'ORTF, qui mirent en avant cette crise qui a provoqué le renvoi d'Arthur Conte, mais aussi « le problème fondamental de l'Office », à savoir son indépendance et son unité. Le gouvernement répondit que « l'Office n'est pas une machine de guerre dirigée contre le gouvernement ». Des réactions de l'opposition à l'Assemblée nationale virent également le jour. Les communistes annoncèrent notamment « qu'il n'y aura pas d'indépendance à l'ORTF tant que le PDG dépendra du Président de la République et du Premier ministre ». Pour les réformateurs démocrates sociaux, cette crise est « un règlement de comptes qui ne résout aucun des problèmes posés » et pour les républicains indépendants, « le problème ne pourra se résoudre que par l'existence d'une concurrence ».

#### Démantèlement de l'Office
Avec le tournant politique libéral impulsé par le président de la République Valéry Giscard d'Estaing, son Premier ministre Jacques Chirac entreprend durant l'été 1974 des réformes importantes, au rang desquelles figure la suppression de l'ORTF, symbole du contrôle gaullien de l'information (Giscard d'Estaing déclare à ce propos que la radio et les télévisions doivent être aussi indépendantes que possible et qu'elles ne sont pas la « voix de la France »). De plus, le gouvernement estime que le système de gestion trop centralisé de l'ORTF n'est plus adapté pour gérer 16 000 agents et un budget de 2,4 milliards de francs qui a connu un taux d'expansion annuel de près de 10 % en moyenne dans les années 1960.
Cet éclatement de l'ORTF est précédé par des contre-propositions syndicales, l'Intersyndicale des journalistes lançant un mot d'ordre de grève générale pour le 13 février 1974. D'autres syndicats, notamment le Syndicat national des radios et télévisions (SNRT-CGT) et le Syndicat national des journalistes (SNJ), s'ils estiment légitimes les revendications de l'Intersyndicale, jugent cette grève inopportune, car elle ne peut qu'alimenter le discrédit de l'ORTF.
La loi du 7 août 1974 modifie la gestion de l'audiovisuel public français. L’Office de la radio-télévision française est supprimé et il est démantelé le 31 décembre 1974 en sept sociétés autonomes :
- Une société nationale de programmes de radio
  - Radio France, qui récupère les 4 stations de radio nationales de l'Office[33], la maison de l'ORTF (le siège de l'Office), les différents orchestres de l'ORTF.
- Trois sociétés nationales de programmes de télévision
  - Télévision française 1 (TF1), qui succède à la première chaîne.
  - Antenne 2 (A2), qui succède à la deuxième chaîne.
  - France Régions 3 (FR3), qui succède à la troisième chaîne et qui récupère les bureaux régionaux (radio et télévision) de l'Office, ainsi que l'ensemble des stations de radio-télévisions d'Outre-mer.
- Trois établissements publics
  - Télédiffusion de France (TDF), qui récupère la gestion des émetteurs de l'Office.
  - Société française de production (SFP), qui récupère les activités de production de l'Office.
  - Institut national de l'audiovisuel (INA), chargé de la gestion des archives de la radio et de la télévision.

Le 26 novembre, la Maison de la Radio est investie par les grévistes qui séquestrent le président de l'ORTF, Marceau Long.
Le 31 décembre 1974, Marceau Long annonce :

« La volonté nationale s'est exprimée le 7 août 1974 de la façon la plus solennelle, par la loi. Le service public de la radio et de la télévision continue. Aux maillons de l'ORTF qu'ont précédé d'autres maillons, succède une nouvelle forme de l'institution : quatre sociétés nationales de programmes dont une pour la radio, une société de production de programmes, l'établissement public de diffusion et l'institut de l'audiovisuel »

.
Le siège principal de l'Office devient celui de Radio France, les studios de télévision et le matériel roulant en particulier les cars régies sont réattribués à la Société française de production (SFP), à l'exception de trois cars régies attribués à FR3 et stationnés dans les centres régionaux de Lille, Lyon et Marseille. Le siège des trois chaînes de télévision devient celui de TF1. Les logos de l'ORTF sur les façades des bâtiments de l'Office sont démontés le 4 janvier 1975. Les logos, habillages, équipes et rédactions des trois chaînes de télévision de l'ORTF resteront quant à eux jusqu'au 6 janvier 1975, date à laquelle ils sont remplacés par ceux des trois nouvelles chaînes remplaçantes : TF1, Antenne 2 et FR3.
Entre décembre 1974 et juin 1975, 2 702 agents sont licenciés dont 160 journalistes membres du SNJ.
Le monopole d'État, lui, sera maintenu jusqu'en 1981 pour la radio et jusqu'en 1982 pour la télévision. Cependant, Canal+, la première chaîne de télévision privée, n'arrivera qu'en 1984 et grâce à la remise en état de l'ancien réseau VHF 819 lignes de la première chaine abandonné au profit du nouveau réseau UHF 625 lignes lors du passage en couleur de TF1 en 1975.

## Identités visuelles et musicales
Le logo de la première chaîne de la RTF (trois lettres R, T et F posées horizontalement sur trois ellipses, évoquant aussi bien des ondes radioélectriques que le système solaire ou la course d'un électron dans un univers fermé, sous lequel est inscrit la mention Télévision) apparu le 4 février 1959 sert de base à celui de l'ORTF, avec l'ajout de la lettre O en son centre pour former une quatrième ellipse, le tout apparaissant sur un fond étoilé.
Les indicatifs d'ouverture et de fermeture d'antenne de la première chaîne de l'ORTF animent un enchevêtrement d'ellipses sur un fond étoilé qui, pour le premier, s'ordonnent pour former le logo de la première chaîne et pour le second, se rétractent pour former une étoile qui disparaît, comme un big bang à l'envers.
L'indicatif musical est commandée par l'ORTF, sur la suggestion de son conseiller musical Daniel-Lesur, au compositeur Jean-Jacques Grünenwald.

Logo de la RTF du 4 février 1959 au 24 juillet 1964.
Logo de l'ORTF du 25 juillet 1964 au 5 janvier 1975.

## Organisation
Le général de Gaulle souhaite que la Radiodiffusion-télévision française (RTF) devienne une institution autonome, analogue à celles des autres grandes démocraties, comme la BBC au Royaume-Uni dont il a personnellement éprouvé la valeur en 1940. Le statut de l'ORTF est donc calqué sur celui de la BBC.

### Dirigeants
Alors que la RDF et la RTF sont alors totalement dépendants du ministre de l'Information, l'ORTF n'est plus placé sous l'autorité directe de celui-ci mais seulement sous sa tutelle afin de contrôler le respect de ses obligations de service public. Le décret d'application du 22 juillet 1964 prévoit la nomination des membres de son conseil d'administration en Conseil des ministres. Ces membres (entre 14 et 28) représentent pour moitié l'État et pour moitié les auditeurs et téléspectateurs. Le président de l'Office est nommé par le Conseil des ministres et avant cela, le directeur général est nommé par décret en Conseil des ministres.
Directeur général de la RDF
- Wladimir Porché : 13/3/1946 - 9/2/1949.

Directeurs généraux de la RTF
- Wladimir Porché : 9/2/1949 - 1/1/1957,
- Gabriel Delaunay : 1/1/1957 - 24/7/1958,
- Christian Chavanon : 24/7/1958 - 21/3/1960,
- Raymond Janot : 21/3/1960 - 24/2/1962,
- Robert Bordaz : 24/2/1962 - 27/6/1964.

Directeurs généraux de l'ORTF
- Jacques-Bernard Dupont (27/6/1964 - 7/6/1968)
- Jean-Jacques de Bresson (7/6/1968 - 14/7/1972)

Présidents directeurs généraux de l'ORTF
- Arthur Conte : 14/7/1972 - 23/10/1973,
- Marceau Long : 23/10/1973 - 31/12/1974.

Directeurs généraux adjoints
- Claude Contamine (1964-1967, 1973)
- Raymond Poussard (1969-1972)
- Georges Riou (1969-1970)
- Jean-Louis Guillaud (1970)
- Alain Dangeard (1970-1972)
- Claude Mercier (1971-1972)
- Jean-Pierre Angremy[Qui ?] (1973)
- Robert Bourgeot (1973)
- Jean-Luc de Jean (1973)
- Noël Sanviti (1973)

Direction du contrôle général
- Georges Riou (1973-1974)

De 1973 à 1974, cette direction assume une mission permanente de contrôle dans tous les services de l'Office quant à l'application des lois et règlements extérieurs et internes. Elle comprend l'inspection générale, le contrôle interne, le service intérieur chargé des questions de surveillance et de sécurité, qui a été antérieurement (depuis 1969) rattaché directement à la direction générale.
Conseil d'administration
En 1964, le conseil d’administration remplace le conseil supérieur de la RTF dans ses fonctions d’administration générale.

### Départements et services
Département des affaires générales et des relations publiques
- Charles Bonami (1964-1965)
- Roland Samama (1965-1969)

De 1964 à 1969, ce département est chargé du courrier général de l'Office et du courrier de la direction générale, de la répartition des affaires et de la liaison avec les instances supérieures et de tutelle, des affaires communes à plusieurs directions, d’études particulières, ainsi que de la documentation générale, des voyages des agents et des collaborateurs. À partir de 1967, les services du cabinet de la direction générale, de la documentation et de la bibliothèque générale lui sont rattachés.
Délégation aux stations régionales
- Roland Dhordain (1964-1965)
- Bernard Gouley (1965-1970) ; adjoint : Louis Le Cunff (1966-1970)
- Jacques Homery (1970-1972) ; adjoint : Maurice Bonamy (1971-1972)

De 1963 à 1972, cette délégation assure la coordination et liaison dans tous les domaines entre les neuf stations régionales qui existent en 1963 plus les stations outre-mer à partir de 1964. Il est chargé de la promotion des productions régionales tant radiophoniques que télévisées, de l’harmonisation avec les émissions nationales, des bourses d'échanges interrégionales, de l’organisation d'un festival annuel des meilleures émissions de chaque région et de la réalisation des émissions de radio dans les régions Île-de-France et Normandie.
Service de la recherche
- Pierre Schaeffer (1964-1974) ; adjoint : André Clavé (1969-1974)

À partir de 1965, le service de la recherche est chargé de promouvoir les études d'ensemble sur l'interdépendance des aspects techniques et artistiques avec les incidences économiques et sur le personnel, d’animer des centres expérimentaux sur les nouveaux moyens techniques conditionnant de nouveaux moyens d’expression et d’appliquer les résultats par des programmes d'essai ou par des productions extérieures. Les créations du Service (émissions et groupes de recherche) : le GRM et trois autres groupes de recherches, les émissions Un certain regard, les Shadocks, Les Grandes Répétitions, Tac au tac, ...

### Sièges

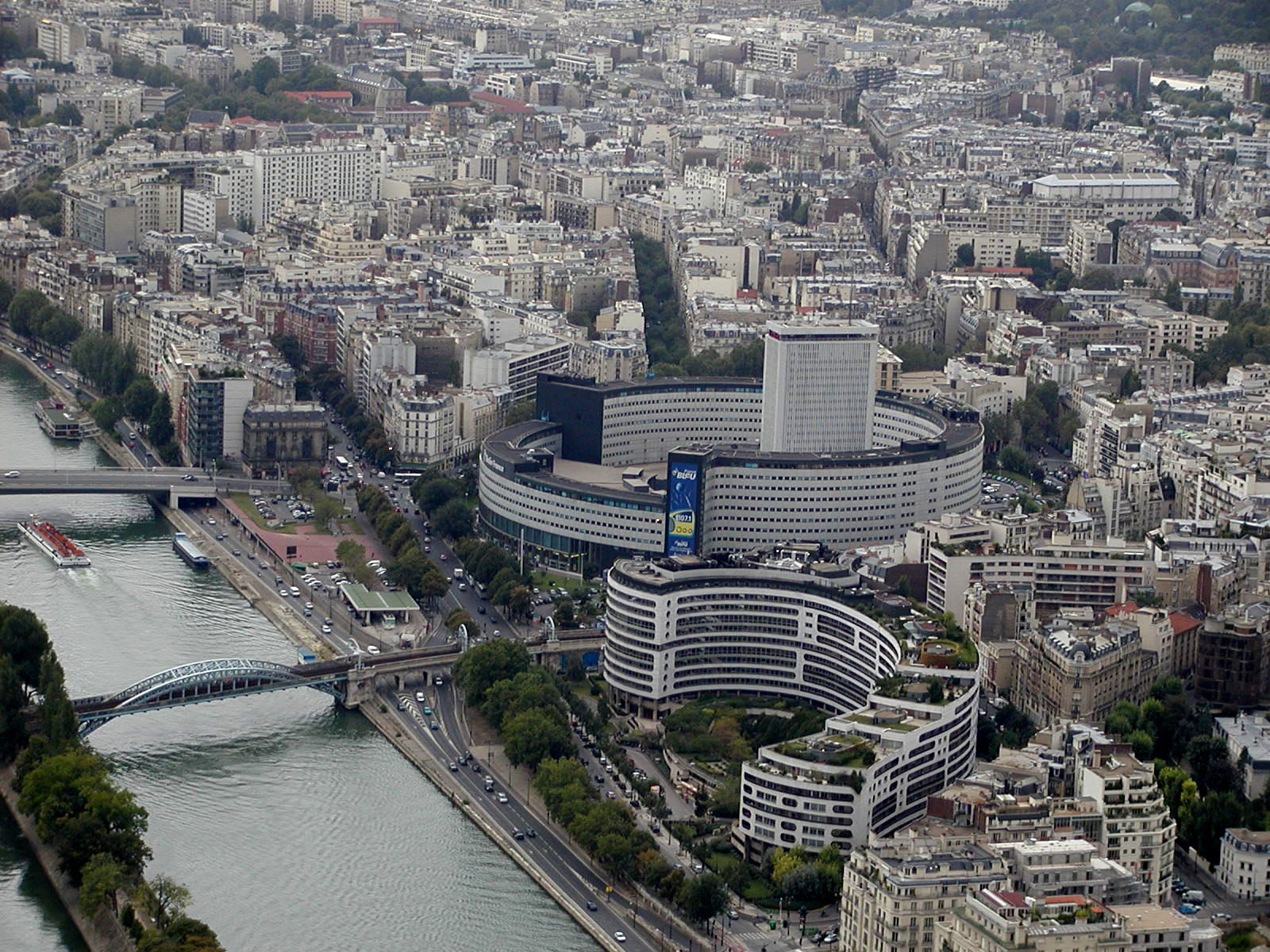
La Maison de l'ORTF, siège de l'ORTF.

L'ORTF étrenne le spectaculaire bâtiment construit en bordure de la Seine, au 116 avenue du Président-Kennedy dans le 16e arrondissement de Paris, par l'architecte Henry Bernard et inauguré le 14 décembre 1963 par le président de la République, Charles de Gaulle. L'enceinte circulaire de la Maison de l'ORTF faite d'aluminium et de mosaïque, est coiffée d'une tour de verre. Dans ce bâtiment de 25 000 m2, s'installent sur onze kilomètres de couloirs et plusieurs niveaux la Direction générale, les services administratifs et techniques et la radio.
Ces locaux, qui comptent plus de soixante studios d'enregistrement, sont toutefois mal adaptés aux nécessités de la télévision qui reste finalement dans son berceau historique au 13-15 rue Cognacq-Jay dans le 7e arrondissement de Paris. La télévision dispose tout de même de deux studios situés au rez-de-chaussée de la Maison de l'ORTF et notamment le mythique studio 102 aussi baptisé le « Théâtre 102 », ainsi que le studio 101 dans lequel furent organisés notamment les « duels » présidentiels de 1974 et 1981. L'ORTF peut alors compter également sur un important troisième lieu de production, les studios des Buttes-Chaumont (aujourd'hui démolis) situés au 36, rue des Alouettes dans le 19e arrondissement. S'y trouvent les plus grands studios de la télévision française (le studio 15 a une superficie de 500 m2).
Des grandes émissions de divertissement ou des dramatiques y sont produites, avec ses propres ateliers décors. Au démantèlement de l'ORTF en 1974, le lieu sera attribué à la Société française de production qui s'enrichira d'un lieu de production encore plus vaste à Bry Sur Marne.
Ces différents lieux sont baptisés des noms suivants : rue Cognacq-Jay : centre Lelluch, les Buttes-Chaumont : centre René-Barthélemy (inventeur du procédé français de diffusion en couleur 625 lignes SÉCAM, acronyme de système électronique de commutation à mémoire) et la station régionale Paris Île-de-France, installée rue François-Ier: centre Devèze.
Il est à noter qu'il a été prévu de construire une tour sur le Front de Seine pour accueillir tous les services administratifs, de productions, de diffusion de l'ORTF, pour la radio et la télévision. Cette tour aurait été baptisée « Cinétic »[réf. nécessaire].

## Services
L'ORTF contrôle 3 radios nationales, 10 stations régionales métropolitaines au sein desquelles vinrent se greffer les équipements des radios musicales, 8 radios régionales d'outre-mer, 3 télévisions nationales et 7 télévisions régionales d'outre-mer.

### Radio
3 grandes radios nationales
- France Inter : radio nationale généraliste (créée le 15 février 1947)
  - Inter-Variétés : radio nationale de divertissement diffusée chaque soir dès 20 h 30 sur le réseau ondes moyennes de France Inter (créée le 8 décembre 1963 ; disparue le 30 septembre 1974)
- France Culture : radio nationale culturelle (créée le 23 mars 1945)
- France Musique : radio nationale consacrée à la musique classique (créée le 29 mars 1954)

13 radios régionales
Les chaînes de radio régionales émettent sur le réseau d'émetteurs en ondes moyennes. À partir d'octobre 1966, certains programmes régionaux sont diffusés en modulation de fréquence sur l'émetteur de France Inter.
- Inter-Alsace (Radio Alsace de 1964 à 1966)
- Inter-Corse
- Inter Nord-Est (Radio Lorraine-Champagne de 1964 à 1969, puis Inter Lorraine-Champagne de 1969 à 1972)
- Inter Paris Île-de-France (programme régional en décrochage d'Inter-Variétés sur l'émetteur en ondes moyennes de Villebon sur Yvette (1 070 kHz) jusqu'en janvier 1975)
- Strasbourg II
- Radio Bordeaux
- Radio Bourgogne
- Radio Rennes-Radio Bretagne
- Radio Cherbourg
- Radio Clermont-Auvergne
- Radio Limoges
- Montpellier-Languedoc
- Toulouse-Pyrénées

10 radios régionales musicales
- France Inter Paris (FIP) : radio régionale consacrée à tous les genres musicaux (créée le 5 janvier 1971)
- France Inter Marseille (FIM) : radio régionale consacrée à tous les genres musicaux (créée le 13 avril 1972)
- France Inter Reims (FIR) : radio régionale consacrée à tous les genres musicaux (crée le 15 mai 1972)
- France Inter Lorraine (FIL) : radio régionale consacrée à tous les genres musicaux (créée le 15 mai 1972)
- France Inter Bordeaux (FIB) : radio régionale consacrée à tous les genres musicaux (créée le 14 octobre 1972)
- France Inter Lyon (FIL) : radio régionale consacrée à tous les genres musicaux (créée le 21 novembre 1972)
- France Inter Côte d'Azur (FICA) : radio régionale consacrée à tous les genres musicaux (crée à l'été 1973)
- France Inter Lille (FIL) : radio régionale consacrée à tous les genres musicaux (créée à l'été 1973)
- France Inter Toulouse (FIT) : radio régionale consacrée à tous les genres musicaux (créée le 20 décembre 1973)
- France Inter Loire-Atlantique (FILA) : radio régionale consacrée à tous les genres musicaux (crée le 17 avril 1974)

8 radios régionales d'outre-mer
- Radio Saint-Denis : radio généraliste régionale à destination des auditeurs de la Réunion (créée en 1929)
- Radio Saint-Pierre et Miquelon : radio généraliste régionale à destination des auditeurs de Saint-Pierre et Miquelon (créée en 1930)
- Radio Guadeloupe : radio généraliste régionale à destination des auditeurs de Guadeloupe (créée en 1937)
- Radio Nouméa : radio généraliste régionale à destination des auditeurs de Nouvelle-Calédonie (créée le 3 juin 1937)
- Radio Martinique : radio généraliste régionale à destination des auditeurs de Martinique (créée le 22 octobre 1937)
- Radio Tahiti : radio généraliste régionale à destination des auditeurs de Polynésie française (créée en 1949)
- Radio Guyane : radio généraliste régionale à destination des auditeurs de Guyane (créée le 9 juin 1951)
- Radio Comores : radio généraliste régionale à destination des auditeurs des Comores (créée en 1961)

### Télévision
| Chaîne                                  | Logo | Directeur           | Date de création | Diffusion |
| --------------------------------------- | ---- | ------------------- | ---------------- | --- |
| 1re chaîne de l'ORTF                    |      | Jacqueline Baudrier | 9 février 1949   | Chaîne généraliste nationale en noir et blanc avec décrochages régionaux. |
| 2e chaîne de l'ORTF (2e chaîne couleur) |      | Jean Lefevre        | 18 avril 1964    | Chaîne généraliste nationale en couleur (à partir de 1967) avec décrochages régionaux (à partir de 1970). |
| 3e chaîne couleur de l'ORTF             |      | Jean-Louis Guillaud | 31 décembre 1972 | Chaîne généraliste nationale et interrégionale en couleur diffusant des productions régionales à l'échelle nationale. Les décrochages pour les actualités régionales des stations de Caen et Besançon seront les derniers à passer à la diffusion en couleurs. |

#### Structure régionale
L'ORTF dispose alors de 11 antennes régionales qui prennent l'antenne quelques heures par jour sur les deux premières chaînes et qui produisent des programmes pour la troisième chaîne.
- Télé Lille (créée en 1950, Lille et Amiens)
- Télé Strasbourg (créée en 1953, Strasbourg)
- Télé Marseille Provence (créée en 1954, Marseille et Nice)
- Télé Lyon (créée en 1954, Lyon et Grenoble)
- Télé Toulouse-Pyrénées (créée en 1961[39], Toulouse et Montpellier)
- Télé Bordeaux Aquitaine (créée en 1962, Bordeaux)
- Télé Bretagne Loire-Océan (créée en 1964, Rennes, Nantes et Le Mans)
- Télé Paris Normandie Centre (créée en 1964, Paris, Orléans, Rouen et Caen)
- Télé Lorraine Champagne (créée en 1965, Nancy et Reims)
- Télé Limoges-Centre-Ouest (créée en 1965, Limoges et Poitiers)
- Télé Bourgogne Franche-Comté (créée en 1965, Dijon et Besançon)

Le développement de la télévision régionale a débuté en 1950. Après le démantèlement de l'Office, c'est FR3 qui a récupéré la gestion des antennes régionales. Malgré cela, TF1 et Antenne 2 ont continué à diffuser les émissions régionales durant quelques années (jusqu'en 1986 pour TF1, 1989 pour Antenne 2).

#### Télévision régionale d'outre-mer
| Chaîne                        | Date de création | Diffusion                                                                            |
| ----------------------------- | ---------------- | ------------------------------------------------------------------------------------ |
| Télé Martinique               | 12 juillet 1964  | Chaîne généraliste régionale à destination des Français de Martinique.               |
| Télé Guadeloupe               | 22 décembre 1964 | Chaîne généraliste régionale à destination des Français de Guadeloupe.               |
| Télé Réunion                  | 24 décembre 1964 | Chaîne généraliste régionale à destination des Français de la Réunion.               |
| Télé Tahiti                   | 3 octobre 1965   | Chaîne généraliste régionale à destination des Français de Polynésie française.      |
| Télé Nouméa                   | 19 octobre 1965  | Chaîne généraliste régionale à destination des Français de Nouvelle-Calédonie.       |
| Télé Guyane                   | 13 janvier 1967  | Chaîne généraliste régionale à destination des Français de Guyane.                   |
| Télé Saint-Pierre et Miquelon | 20 avril 1967    | Chaîne généraliste régionale à destination des Français de Saint-Pierre et Miquelon. |

## Un nouveau consortium
À la suite de la dissolution de l'ORTF, TDF a récupéré le statut de radiodiffuseur français au sein de l'UER, bien que TF1 soit devenue membre de l'union dès 1975. En 1982, Antenne 2, FR3 et Radio France sont devenus membres de l'UER.
Ainsi, dès 1983, TF1, Antenne 2, FR3, Radio France et TDF s'unissent pour former l'Organisme français de radiodiffusion et de télévision (OFRT), dont le sigle rappelle celui de l'ancien diffuseur français et dont le but est de permettre l'adhésion à l'UER. Neuf ans plus tard, en 1992, l'OFRT devient le Groupement des radiodiffuseurs français de l’UER (GRF).
Le GRF est aujourd'hui constitué de TF1, France Télévisions, Canal+, Radio France et Radio France internationale (RFI). La chaîne M6 ne fait pas partie de ce groupement, car celui-ci, ainsi que ses chaînes, appartient à RTL Group qui est membre de l'UER à titre individuel.
La radio Europe 1 est également membre de l'UER individuellement.

## L'«enfer»
Jusqu'en 1975, une salle du sous-sol du siège de l'ORTF, surnommée par les journalistes l’« enfer » (en référence à l'enfer de la Bibliothèque nationale de France, accueillant les ouvrages qui ont été jugés subversifs), accueille les bobines de télévisions interdites de diffusion. Oubliées dans des sacs en jute sans étiquettes et sans références, après le démantèlement de l'ORTF en 1975, elles sont redécouvertes en 1992, lors du déménagement du siège vers le 13e arrondissement de Paris, auparavant situé rue Cognacq-Jay. Michel Raynal, directeur délégué adjoint aux collections de l'INA explique : « la plupart du temps, les raisons de cette mise au purgatoire étaient politiques, mais il y avait aussi des questions juridiques », dans un contexte où le général de Gaulle souhaite faire de la télévision des années 1960 la « voix de la France » et donc avoir un droit de regard dessus. Un organisme sous le contrôle du ministre de l'Information Alain Peyrefitte, le SLII (Service de liaison interministériel pour l'information) est chargé jusqu'en 1969 de contrôler la « bonne conduite de la radio et de la télévision ». Le SLII ne survit pas aux manifestations de Mai 68, qui impliquent aussi du personnel de la télévision ; en 1976, Valéry Giscard d'Estaing lui crée un successeur, le SID (Service d'information et de diffusion), qui coordonne la communication gouvernementale, remplacé en 1996 par le SIG (Service d'information du Gouvernement), qui a encore pour mission de valoriser l'action de l'exécutif auprès des médias.
Outre des films d'information, qui constituent la plus grande partie des fonds (comme l’accident des 24 Heures du Mans 1955 à cause de l'enquête judiciaire en cours ou le général de Gaulle se mouchant sur la place Saint-Marc lors d'un voyage présidentiel à Venise), on trouve, par exemple, un reportage du magazine Gros plan de 1961 où Salvador Dalí évoque ses « souvenirs de vie intra-utérine » et commente le film Un chien andalou, une émission de Terre des arts de Max-Pol Fouchet, où le journaliste parle de la révolution cubaine de 1960, une interview de François Truffaut déplorant la fermeture de la Cinémathèque de Chaillot au début des années 1970, une émission d'Aujourd'hui Madame où est évoqué le film polémique d'André Cayatte Mourir d'aimer ou encore des passages des chanteurs Évariste et Bernard Lavilliers. Ces reportages ont depuis été « numérisés, répertoriés, réintégrés dans les archives et ils sont accessibles aux chercheurs et au grand public sur le site de l'INA ».